# (1128) Астрид
(1128) Астрид (швед. Astrid) — небольшой тёмный астероид главного пояса, принадлежащий к спектральному классу C, поверхность которого богата простейшими углеродными соединениями, которые и придают ему тёмный цвет. Астероид возглавляет небольшое одноимённое семейство астероидов. Он был открыт 10 марта 1929 года бельгийским астрономом Эженом Дельпортом в Королевской обсерватории Бельгии, расположенной близ города Уккел и был назван в честь королевы Бельгии Астрид Шведской, первой супруги короля Леопольда III.

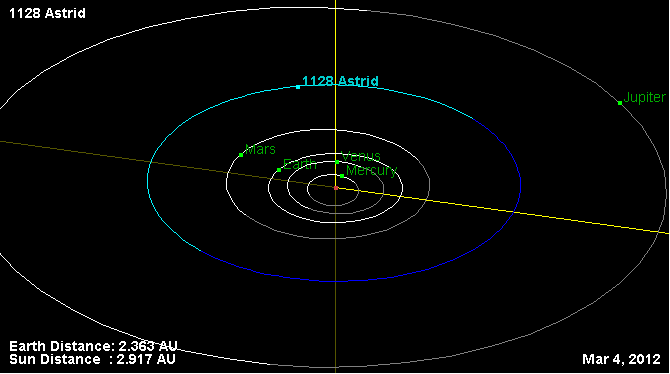
Орбита астероида Астрид и его положение в Солнечной системе